# Thrinacophora
Thrinacophora is een geslacht van sponsdieren uit de klasse van de Demospongiae (gewone sponzen).

## Soorten
- Thrinacophora cervicornis Ridley & Dendy, 1886
- Thrinacophora dubia Brøndsted, 1924
- Thrinacophora funiformis Ridley & Dendy, 1886
- Thrinacophora incrustans Kieschnick, 1896
- Thrinacophora murrayi Arnesen, 1920
- Thrinacophora rhaphidophora (Hentschel, 1912)
- Thrinacophora spinosa Wilson, 1902